# 查令十字車站
查令十字站（英語：Charing Cross railway station），又被稱作倫敦查令十字站，是位於倫敦西敏市河岸街和亨格福德橋之間的一座英國國鐵鐵路總站，屬於倫敦車站群的一部分。本站是東南主線的起迄站，列車服務全數由東南列車有限公司提供。該公司於本站提供前往倫敦東南部、肯特郡及東薩塞克斯郡的通勤、城際列車服務。
本站連接同名地鐵站、堤岸站和堤岸碼頭，是倫敦重要的交通樞紐，其繁忙程度居大倫敦火車站第14位，站名取自附近的查令十字。

## 地理位置
查令十字站位於西敏市河岸街的西端、特拉法加廣場以東及白廳東北方，亦靠近為泰晤士河兩岸提供渡輪服務的堤岸碼頭。進出本站的鐵路均直接架在亨格福德橋上，以跨越泰晤士河，對岸為蘭貝斯區。
查令十字站編號為CHX。本站是英國鐵路網公司直接管理的20個車站之一，在2020-2021年度是英國第15繁忙的車站。

## 历史
查令十字站原始的車站大樓由東南鐵路公司（South Eastern Railway，1836-1922年）建在亨格福市場邊，於1864年1月11日啟用，以單跨度的鍛鐵製拱形屋頂橫跨六作月台，查令十字酒店則在格年5月15日開幕，為車站的門面增添了些許法式文藝復興風。然而到了1905年12月5日，車站原先雅緻的屋頂崩塌了，造成六人失蹤，所幸當時正值離鋒時段，尚及撤出站內人員。事後以一個俗氣許多的縱樑結構以支撐佈滿溝壑的新屋頂，至1906年3月19日才重新開幕。後來經過二戰期間不列顛空戰的炸彈洗禮後，相關單位才以新喬治亞式（Neo-Georgian）風格重建查令十字酒店上方的複斜式屋頂。到了1990年，查令十字站月台的大部分區域都被一座後現代主義風格的辦公室及購物中心綜合建築群覆蓋，其中大多為英國著名專業服務公司——普华永道会计师事务所所有。
2021年10月17日起，英國運輸部持有的東南列車有限公司取代東南鐵路，提供本站的列車服務。

## 列車服務及班次
本站設有六個月台，所有由本站出發的列車均會停靠滑鐵盧東站和倫敦橋站。
東南列車有限公司目前使用英國鐵路375、376、465、466和707型電聯車為本站服務。
於非繁忙時段自本站發車的列車班次每小時為：
- 2班 往達特福德，經貝克斯利希斯
- 2班 往達特福德，經劉易舍姆及伍利奇兵工廠
- 2班 往格雷夫森德，經席德卡普
- 2班 往海耶斯（Hayes，倫敦布羅姆利區），經卡特福德橋
- 2班 往七橡樹，經樹叢公園（Grove Park，倫敦劉易舍姆區）
- 2班 往黑斯廷斯，經唐橋井（1班半快速、1班各站停車）
- 2班 往阿什福德國際車站，其中一班續駛至多佛小修道院站（Dover Priory）

## 接駁交通
倫敦地鐵的查令十字站和堤岸站均與此站連接。查令十字地鐵站是貝克盧線和北線的轉乘站，堤岸站則是環線、區域線、北線和貝克盧線四線交匯的車站。位於本站北部附近的萊斯特廣場站是皮卡迪利線及北線的轉乘站。
此外，本站亦鄰近倫敦水上交通的堤岸碼頭。該碼頭提供三條航線服務：
|  | 航線編號 | 航線                                                    | 參考資料 |
|  | -------- | ------------------------------------------------------- | -------- |
|  | RB1      | 巴特錫發電站碼頭/西敏碼頭 ↔ 北格林尼治碼頭/巴金河畔碼頭 | [ 6 ]    |
|  | RB2      | 巴特錫發電站碼頭 ↔ 北格林尼治碼頭/格林尼治碼頭          | [ 7 ]    |
|  | RB6      | 匹尼碼頭 ↔ 金絲雀碼頭                                   | [ 8 ]    |

註：RB1航線只有部分班次途經堤岸碼頭，RB6航線於週末不設服務。
三條航線均以雙體船行走，並於繁忙時間提供更頻密的班次。

## 鄰近地標
- 海軍部拱門
- 特拉法加廣場
- 國家美術館
- 特拉法加工作室
- 科利瑟姆劇院
- 加里克劇院
- 阿德爾菲劇院
- 克婁巴特拉方尖碑
- 白廳
- 舊英國陸軍部大樓
- 新蘇格蘭場
- 國宴廳
- 騎兵衛隊總部
- 騎兵衛隊閱兵場
- 聖詹姆斯公園
- 戰爭紀念碑

## 車站相片

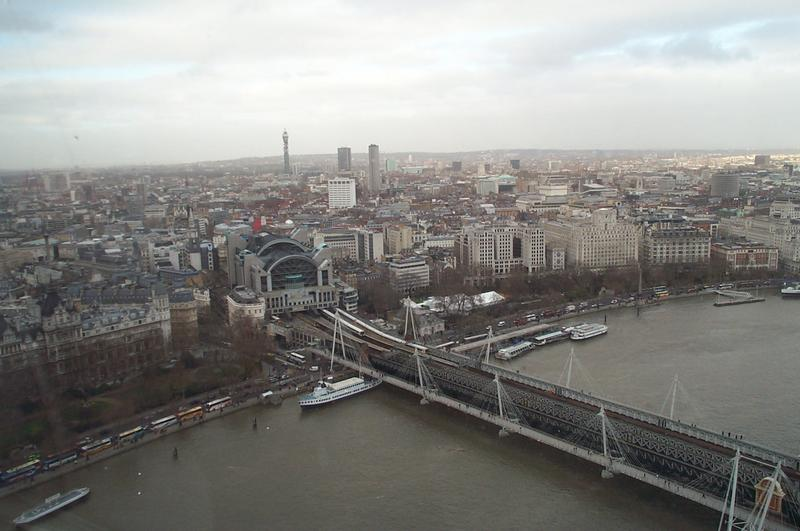
自查令十字站駛出，跨越泰晤士河的列車
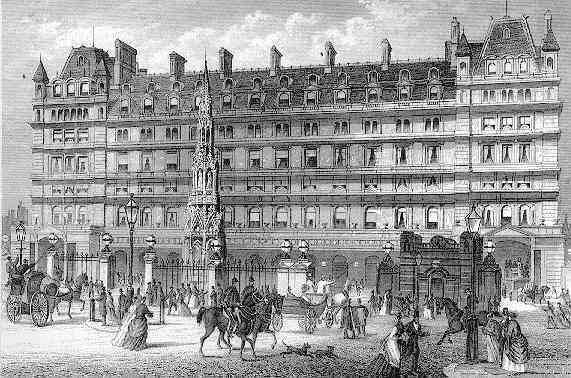
19世紀查令十字站前的繪畫
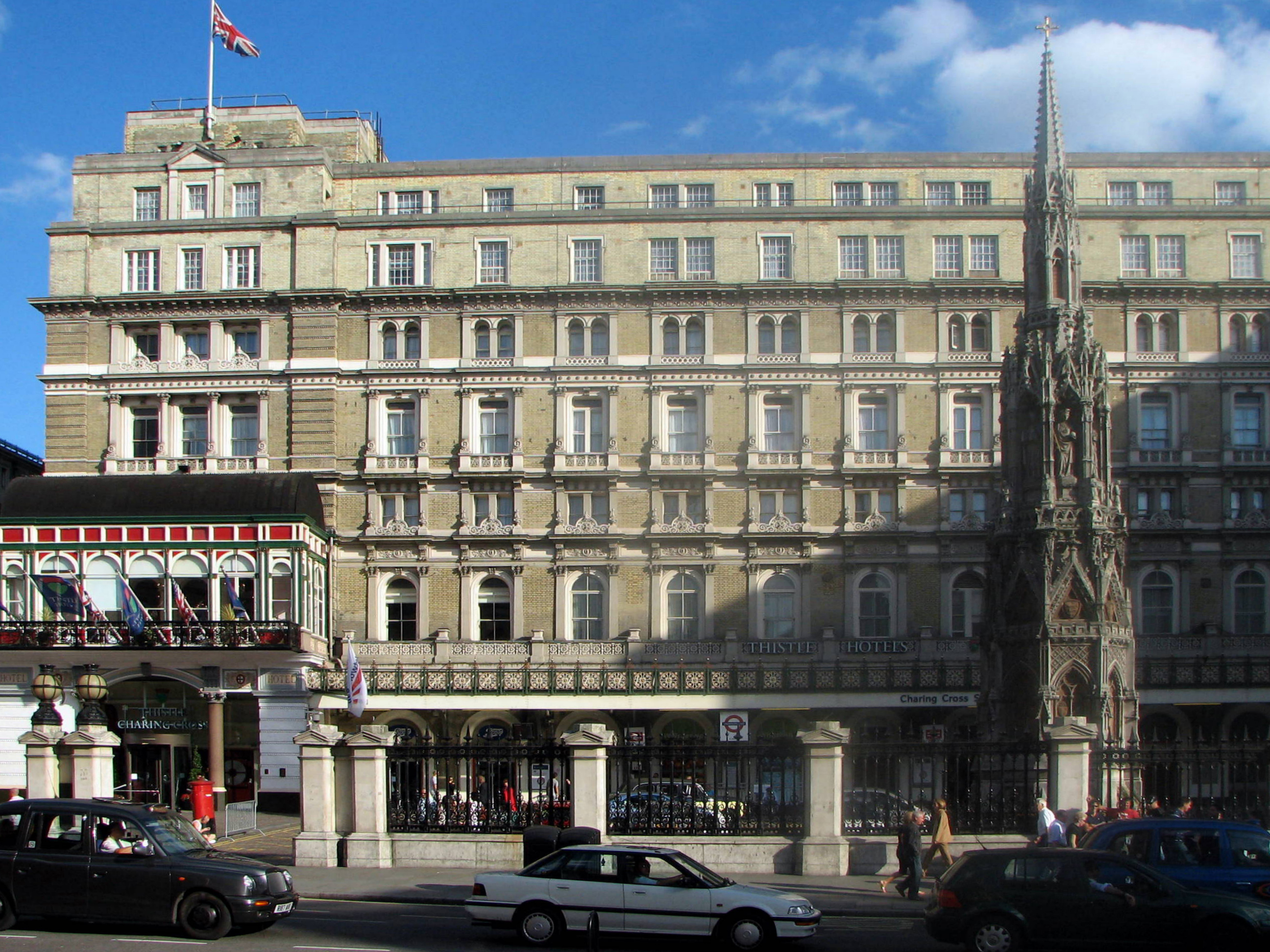
站前的愛琳諾十字碑（Eleanor Cross）複製品
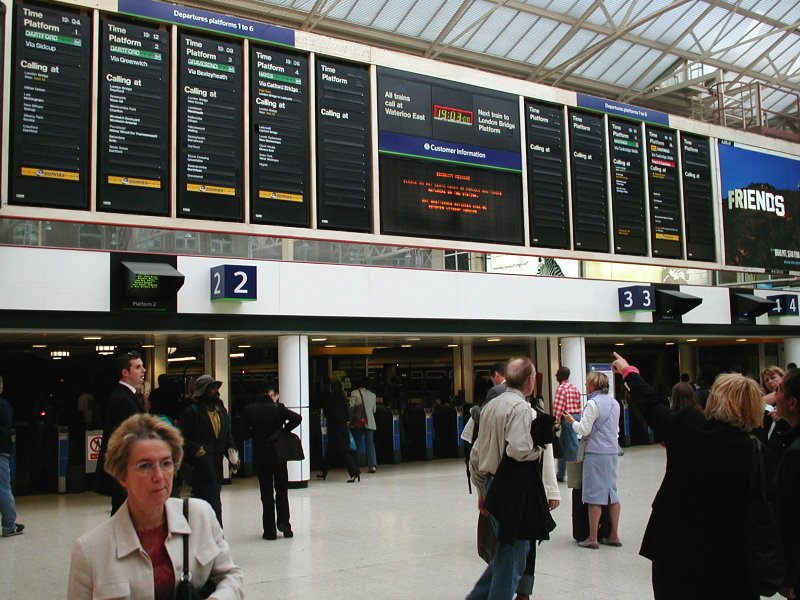
2002年的車站大廳

## 外部連結
- TFP Farrells | 倫敦查靈交叉路口河堤廣場二次開發專案